# Stara Brda
Stara Brda (niem. Altbraa, kaszb. Stôrô Brda) – osada leśna w Polsce położona w województwie pomorskim, w powiecie człuchowskim, w gminie Koczała. Osada jest częścią składową sołectwa Trzyniec.

## Nazwa
9 grudnia 1947 r. ustalono urzędową polską nazwę miejscowości – Stara Brda, określając drugi przypadek jako Starej Brdy, a przymiotnik – starobrdziański.

## Historia
W Starej Brdzie często przebywał pisarz Eugeniusz Paukszta, a lokalna przyroda i miejscowi ludzie byli inspiracją do powstania wielu wątków w jego powieściach, w tym zwłaszcza Wiatrołomów.
W latach 1975–1998 miejscowość administracyjnie należała do województwa słupskiego.